# Tiger & Bunny
Tiger & Bunny (タイガー＆バニー Taigā Ando Banī?) es una serie de anime japonesa de 2011 producida por Sunrise, bajo la dirección de Keiichi Satō. El guion está escrito por Masafumi Nishida, con diseño de personajes original por Masakazu Katsura. La serie empezó su emisión en Japón el 3 de abril de 2011. Está situada en una ciudad futurista donde dos superhéroes, el veterano pasado de moda "Wild Tiger" y el héroe novato Barnaby Brooks Jr., tienen que trabajar juntos debido a las órdenes de sus jefes. Un manga one-shot dibujado por Masakazu Katsura se publicó en la revista de Shueisha Weekly Young Jump el 4 de agosto de 2011.
A principios de enero de 2018, se ha confirmado por medios oficiales un nuevo proyecto animado de Tiger & Bunny.

## Argumento
La serie transcurre en una versión ficticia de Nueva York, llamada Sternbild City. Hace 45 años, personas con superpoderes, llamadas "NEXT", empezaron a aparecer y algunos de ellos se convirtieron en superhéroes. Cada uno de los héroes más famosos de la ciudad trabaja para una empresa patrocinadora, y sus uniformes también contienen publicidad de los patrocinadores reales de la serie. Sus actividades heroicas se emiten en un espectáculo de televisión popular, "Hero TV", donde acumulan puntos cuando salvan a alguien o capturan a un criminal. Cada temporada, el más puntuado recibe el título de "Rey de los Héroes". La historia se centra en el héroe veterano Kotetsu T. Kaburagi, conocido como Wild Tiger, a quien le asignan un nuevo compañero, un joven llamado Barnaby Brooks Jr. Sin embargo, Barnaby y Kotetsu tienen problemas trabajando juntos, ya que tienen opiniones conflictivas sobre como un héroe debería actuar.

## Personajes

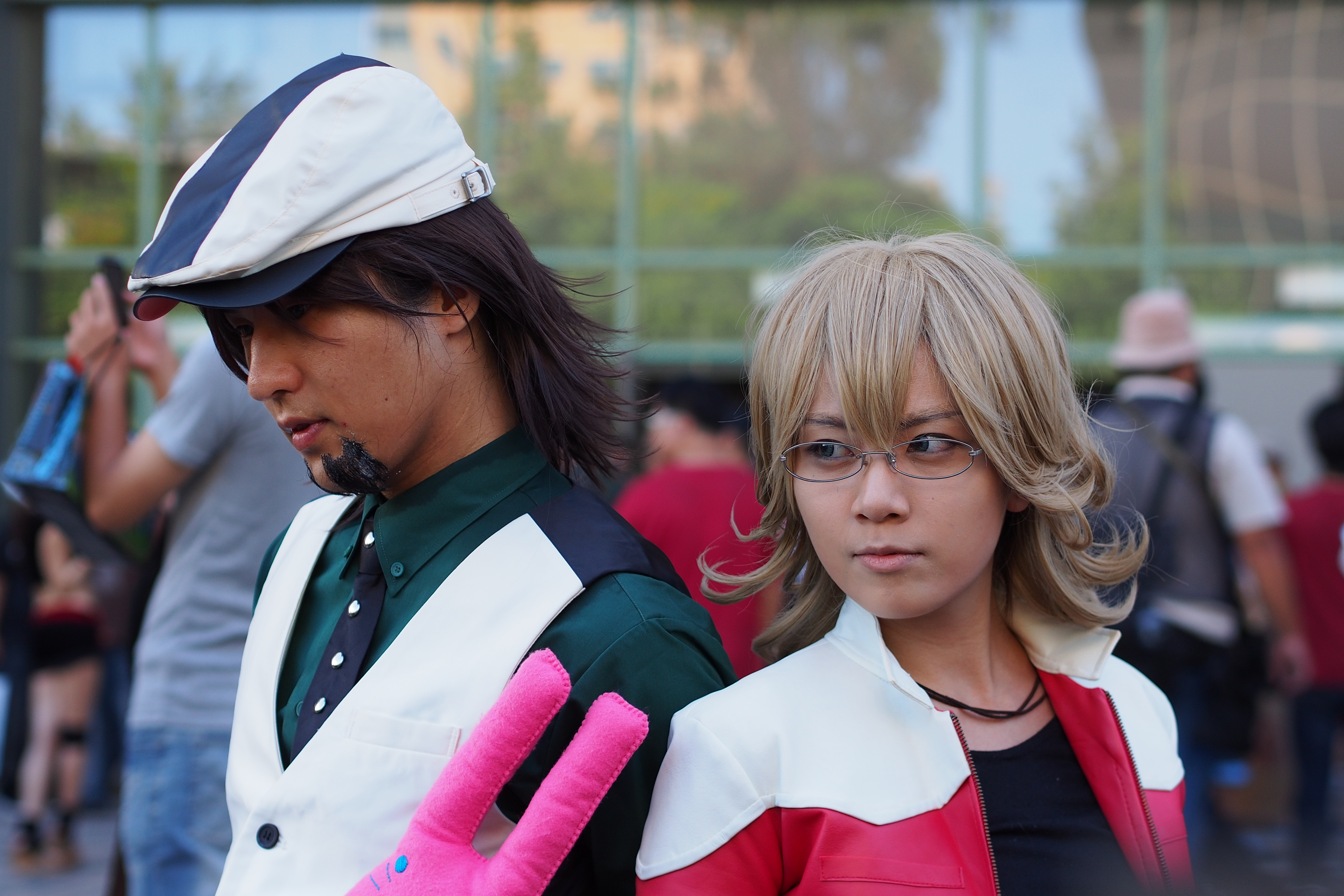
Cosplay de "Tiger & Bunny" en la Fancy Frontier 20. Kaburagi T. Kotetsu (izquierda) y Barnaby Brooks Jr. (derecha).

### Héroes
los principales
Kotetsu T. Kaburagi (鏑木・T・虎徹 Kaburagi T. Kotetsu?) / Wild Tiger (ワイルドタイガー Wairudo Taigā?)
 Seiyū: Hiroaki Hirata
Uno de los protagonistas. Un superhéroe veterano pasado sus mejores tiempos que debutó hace 10 años, cuya poca preocupación por destruir la propiedad privada durante las luchas le ha ganado el apodo de "Triturador de la Justicia". Actualmente es el menos popular entre los héroes de Sternbild City y su antigua compañía, Top MAG, decide cerrar la sección de superhéroes. Ahora entra a trabajar para Apollon Media y su nuevo jefe le forza a ser el compañero de Barnaby en contra de su voluntad. Su mujer murió de una enfermedad hace cinco años, y su hija Kaede vive con su madre. Como la mayoría de la gente, Kaede desconoce la identidad secreta de su padre, aunque su abuela sí lo sabe. Habiendo sido inspirado por un héroe llamado Mr. Legend, que le ayudó a aceptar sus poderes, Kotetsu tiene valores tradicionales de la justicia, siempre confía en sus instintos y pone las vidas por encima de los puntos. Es muy optimista y en lo que menos le gusta pensar es en los muertos ya que él dice que lo deprime. Después de derrotar a Albert Maverick, kotetsu de retira de Héroes TV, pero regresa 1 año después y se hace llamar "Wild Tiger 1 minute" trabajando para la liga B de Héroes TV, comprometiéndose a seguir siendo un héroe, incluso después de que sus poderes desaparezcan para siempre.
Wild Tiger posee el poder de incrementar sus capacidades físicas centenares de veces durante cinco minutos, y tiene que esperar una hora antes de poder volver a usarlo.
Trabaja para Apollon Media. Su nuevo traje tiene publicidad de la empresa de juguetes S.H. Figuarts y de la compañía de telecomunicaciones japonesa SoftBank.
Barnaby Brooks Jr. (バーナビー・ブルックスJr. Bānabī Burukkusu Junia?)
 Seiyū: Masakazu Morita
El otro protagonista, a quien Kotetsu llama "Bunny". Un héroe novato de 24 años al que no le importa esconder su identidad, y es el héroe más reciente de Hero TV. Tiene el mismo poder que su compañero Wild Tiger, pero confía más en la estrategia que Kotetsu. Ante las cámaras siempre tiene una sonrisa preparada, pero con sus compañeros es algo antipático, algo que molesta a Kotetsu y a los demás héroes.
Se convirtió en huérfano a los 4 años, cuando sus padres fueron asesinados. Pasa su tiempo libre investigando sobre la organización secreta "Ouroboros", y su conexión con la muerte de su familia.
Trabaja para Apollon Media. Su traje tiene publicidad de Amazon.co.jp y de Bandai.
Otros
Karina Lyle (カリーナ・ライル Karina Rairu?) / Blue Rose (ブルーローズ Burū Rōzu?)
 Seiyū: Minako Kotobuki
Una estudiante de instituto de 16 años que vive con sus padres y aprovecha su popularidad como heroína para promocionar su trabajo de cantante. También trabaja como pianista bajo su nombre real.
Su poder consiste en la manipulación del hielo. Si las cosas no le van bien, usa el llamado "Cutie Escape", que simplemente consiste en salir corriendo de donde está.
Trabaja para Titan Industries. El traje de Blue Rose, que tiene muy poca ropa, algo que a su padre no le gusta para nada, tiene publicidad de Pepsi NEXT, una bebida Pepsi de cero calorías disponible en Japón desarrollada por Suntory
Antonio Lopez (アントニオ・ロペス Antonio Ropesu?) / Rock Bison (ロックバイソン Rokku Baison?)
 Seiyū: Taiten Kusunoki
Un héroe que lleva una gran armadura verde. Es un viejo amigo y rival de Wild Tiger y se conocen desde el instituto. Muchos días van a beber juntos.
Su habilidad, además de su gran fuerza, consiste en endurecer la piel y arremeter contra sus enemigos.
Trabaja para Kronos Foods. Su traje, que se asemeja a un toro, incluye publicidad de la cadena de restaurantes "Gyu-Kaku".
Keith Goodman (キース・グッドマン Kīsu Guddoman?) / Sky High (スカイハイ Sukai Hai?)
 Seiyū: Go Inoue
Actualmente el héroe más popular de la ciudad y ganador del título del "Rey de los Héroes" la temporada pasada. Tiene el hábito de repetir la misma palabra dos veces, diciendo por ejemplo "¡Gracias! Y, otra vez, ¡Gracias!". A pesar de su popularidad, es un hombre muy honesto y siempre trata de ayudar a sus compañeros cuando lo necesitan.
Es capaz de volar con un rocket pack y tiene el poder de controlar el viento a su antojo.
Trabaja para Poseidon Lines. Su traje contiene publicidad para la subsidiaria de Bandai "Tamashii Nations" y la web de streaming "Ustream.tv".
Pao-Lin Huang (ホァン・パオリン Hwan Paorin?) / Dragon Kid (ドラゴンキッド Doragon Kiddo?)
 Seiyū: Mariya Ise
Una chica china joven entrenada en las artes marciales desde pequeña. Su compañía la presiona para que intente ser más femenina, como Blue Rose, pero ella detesta la idea.
Es capaz de producir electricidad. Tiene también un bastón para dar golpes.
Trabaja para Odysseus Communications. Su uniforme, de estilo chino, publicita a la fabricante de comida "Calbee" y la web "DMM.com".
Nathan Seymore (ネイサン・シーモア Neisan Shīmoa?) / Fire Emblem (ファイヤーエンブレム Faiyā Enburemu?)
 Seiyū: Kenjirō Tsuda
Un extravagante héroe, de género no binario y atraído por los hombres. Aunque se muestra serio, suele ser bastante amistoso con todo el mundo.
Tiene habilidades de fuego y es capaz de lanzar llamaradas. Tiene además un coche de carreras para desplazarse.
Es el propietario de su empresa, Helios Energy. Su traje contiene publicidad del FMV of Fujitsu.
Ivan Karelin (イワン・カレリン Iwan Karerin?) / Origami Cyclone (折紙サイクロン Origami Saikuron?)
 Seiyū: Nobuhiko Okamoto
Un héroe joven que lleva un traje ambientado en los ninja. Prefiere publicitar a sus patrocinadores y casi nunca entabla combate con los criminales, sino que se esfuerza por aparecer en las fotos y en la televisión.
Tiene la habilidad de copiar el aspecto y voz de una persona tras tocarla, pero no sus poderes.
Su traje contiene publicidad para la web de merchandising de anime ".ANIME".

### Antagonistas
Yuri Petrov (ユーリ・ペトロフ Yūri Petorofu?) / Lunatic (ルナティック Runatikku?)
 Seiyū: Kōji Yusa
Es el juez de la Administración de Justicia de Sternbild City. Se encarga de dictar sentencia en juicios sobre daños a la propiedad privada, como los que suele causar Kotetsu. Petrov es en realidad Lunatic, un NEXT que puede generar llamas azules más poderosas que las de Fire Emblem y tiene más control sobre ellas. Lunatic no está de acuerdo con la decisión de los héroes de no matar criminales y decide tomarse la justicia por su mano. Él adoptó estas ideas tras matar a su padre, Mr. Legend. De ese incidente le quedan cicatrices en su cara, que se cubre con maquillaje cuando está en público. Yuri aún se preocupa de su madre senil, quién cree que Mr. Legend aún está vivo.
Jake Martinez (ジェイク・マルチネス Jeiku Maruchinesu?)
 Seiyū: Keiji Fujiwara
Un NEXT que es parte de la organización criminal Ouroboros y es el hombre que, al parecer, mató a los padres de Barnaby. Fue capturado por Mr. Legend hace 15 años, y estaba en prisión hasta que sus compañeros lideran un ataque terrorista para rescatarlo. Su objetivo principal es que los NEXT controlen el mundo, siendo él el líder. Tiene la habilidad de producir campos de fuerza de diversos tamaños, que puede usar ofensivamente y defensivamente. También puede leer la mente de la gente y anticiparse a sus movimientos.
Kriem (クリーム Kurīmu?)
 Seiyū: Michiko Neya
Otra NEXT miembro de Ouroboros, que tiene la habilidad de controlar objetos inanimados usando un pelo suyo colocado en el objeto.
Hans Chuckman (ハンス・チャックマン Hansu Chakkuman?)
 Seiyū: Kenta Miyake
Un miembro de Ouroboros. No tiene ningún poder NEXT, pero es un defensor de la causa de su organización. Tras ser capturado por los héroes, es más tarde asesinado por Jake.

### Afiliados a los héroes
Ben Jackson (ベン・ジャクソン?)
 Seiyū: Katsuhisa Houki
El antiguo jefe de Tiger al inicio de la serie, era el presidente de una compañía llamada "TopMag". Debido a los costes de reparación de los destrozos de Tiger, la compañía queda en bancarrota y Jackson pierde su empleo. Se convierte en taxista más tarde en la serie, y sigue siendo un buen amigo de Kotetsu y fan de Wild Tiger, teniendo fe en él como héroe. Más tarde habla con Kotetsu cuando sus poderes aumentan y le cuenta que es una señal de que terminarán desapareciendo y que su ídolo, Mr. Legend, tuvo el mismo problema. Jackson vuelve a aparecer para ayudar a Tiger cuando es culpado de asesinato. Jackson le da el antiguo traje de Wild Tiger de TopMag.
Agnes Joubert (アニエス・ジュベール Aniesu Jubēru?)
 Seiyū: Yuhko Kaida
La productora de Hero TV. Su máxima prioridad es incrementar los índices de audiencia del programa y complacer a los patrocinadores, sin importar el impacto que esto tenga en los héroes.
Albert Maverick (アルバート・マーベリック Arubāto Māberikku?)
 Seiyū: Nobuaki Fukuda
El presidente de Apollon Media, la compañía responsable de Hero TV y donde Wild Tiger y Barnaby trabajan. Era amigo de la familia Brooks y a menudo cuidaba al joven Barnaby cuando sus padres estaban trabajando. Tras la muerte de sus padres, Maverick lo adoptó.
Más tarde se revela en la serie que Maverick es un NEXT con el poder de alterar la memoria y es el asesino de los padres de Barnaby. Ha ido alterando la memoria de Barnaby para evitar que sospeche algo. Viendo un gran potencial en él, lo inspiró para convertirse en héroe. Para aumentar la popularidad de Hero TV de su poca repercusión inicial, debido a que la gente se fiaba poco de los NEXTs, Maverick trabajó con Ouroboros para crear crímenes que luego héroes como Mr. Legend debían resolver y atrapar a los criminales. Maverick tuvo que matar a los padres de Barnaby debido a que su padre le amenazó con revelar al público toda la operación.
Eventualmente, Maverick crea otro plan para seguir impune culpando a Kotetsu del asesinato de Samantha y borrando los recuerdos a los héroes y empleados de Hero TV de Kotetsu, pero no de Wild Tiger.
Alexander Lloyds (アレキサンダー・ロイス Arekisandā Roisu?)
 Seiyū: Wataru Yokojima
El subordinado de Albert y jefe del Departamento de Héroes de Apollon Media. Se encarga de darle las órdenes de la empresa a Kotetsu.
Doctor Saito (斉藤さん Saitō-san?)
 Seiyū: Hiroshi Iwasaki
Ingeniero y mecánico que trabaja para Apollon Media. Está a cargo de desarrollar los trajes para los superhéroes de su compañía. Habla tan bajito que es casi imposible escucharlo, pero grita muy fuerte cuando les habla por la radio a los héroes. Le encanta añadir mejoras que no sirven para nada en batalla, como un reloj en el brazo izqiero del traje de Tiger, y armas especiales que parecían mejorar la fuerza de Tiger y Barnaby, pero eran solo para el espectáculo.

### Otros
Kaede Kaburagi (鏑木 楓 Kaburagi Kaede?)
 Seiyū: Rina Hidaka
La hija de 10 años de Kotetsu, vive con su abuela en Oriental Town desde que su madre murió y su padre se trasladó a Sternbild. Desconoce la vida de su padre como héroe y le molesta que siempre esté trabajando y no entienda sus necesidades y el miedo de que su abuela muera y la deje sola. Es fan de Barnaby, el compañero de trabajo de su padre, desde que la salvó de ser aplastada por escombros al inició de su carrera. Tras una visita de Kotetsu, Kaede despierta sus poderes NEXT, que tienen la habilidad de copiar cualquier poder de un NEXT que tenga contacto físico con ella.
Samantha Taylor (サマンサ・テイラー Samansa Teirā?)
 Seiyū: Yoshiko Takemura
La ama de llaves de la familia y cuidadora de Barnaby cuando era pequeño. Cuando Barnaby le pregunta que estaba haciendo el día que sus padres fueron asesinados, ella descubre una foto de Barnaby con ella en lugar de con Maverick, que era como recordaba Barnaby. Iba a revelárselo a Kotetsu, pero Maverick planea un crimen para mantener a los héroes ocupados mientras él la secuestra. Luego es asesinada bajo órdenes de Maverick y culpa a Kotetsu de su asesinato.
Legend (レジェンド Rejendo?)
 Seiyū: Jūrōta Kosugi
Ya fallecido, fue el primer superhéroe de Sternbild City y el padre de Yuri Petrov. Él fue el que ayudó a Kotetsu a aceptar sus poderes y usarlos para luchar contra los criminales. Gracias a él, los NEXT ya no están mal considerados dentro de la sociedad. Mr. Legend sufrió el mismo problema de desaparición de poderes que Tiger y recurrió al alcohol para olvidar sus problemas, presionado por la expectación pública. Los otros héroes de su época tuvieron que falsificar registros para que pareciera que Legend seguía capturando criminales, lo que le mantuvo en primera posición. Mr. Legend fue asesinado por su hijo tras golpear a su esposa repetidamente debido al alcohol, lo que hizo que los poderes de Yuri se manifestaran por primera vez. Su espíritu sigue tormentando a Yuri tras muchos años.

## Producción
- Producción de animación: Sunrise
- Productor ejecutivo: Jun Takei (Bandai Visual), Kenji Hamada (Bandai Visual), Masayuki Ozaki (Sunrise) y Seiji Takeda (MBS)
- Composición: Masafumi Nishida
- Director: Keiichi Satō
- Diseño de personajes original: Masakazu Katsura
- Diseño de personajes: Kenji Hayama y Masaki Yamada
- Diseño mecánico: Kenji Andou
- Diseño: Masami Ozone
- Director de animación 3D: Yoshikazu Kon
- Diseño de color: Rumiko Nagai
- Ajuste de arte: Hiroki Matsumoto y Yohei Kodama
- Director artístico: Kinichi Okubo
- Director de fotografía: Yui Tanaka
- Montaje: Hirofumi Okuda
- Director de sonido: Eriko Kimura
- Efectos de sonido: Hiromune Kurahashi
- Música: Yoshihiro Ike
- Producción de música: Sunrise Music Publishing
- Productor: Chika Matsui (Bandai Visual), Hiro Maruyama (MBS) y Kazuhiko Tamura (Sunrise)
- Producción: Sunrise, Bandai Visual y MBS

## Música
| Canción          | Canción                             | Episodios              | Letras            | Composición                      | Arreglos                         | Intérprete                  |
| ---------------- | ----------------------------------- | ---------------------- | ----------------- | -------------------------------- | -------------------------------- | --------------------------- |
| Tema de apertura |                                     |                        |                   |                                  |                                  |                             |
| 1                | Orion wo Nazoru (オリオンをなぞる?) | Episodios 1-13         | Tomoya Tabuchi    | Tomoya Tabuchi                   | UNISON SQUARE GARDEN             | UNISON SQUARE GARDEN        |
| 2                | Missing Link (ミッシングリンク?)    | Episodios 14-25        | Mao Takeuchi      | Mao Takeuchi                     | NOVELS                           | NOVELS                      |
| Tema de cierre   |                                     |                        |                   |                                  |                                  |                             |
| 1                | Hoshi no Sumika (星のすみか?)       | Episodios 1-13         | Kenta Sasaki      | Kenta Sasaki y Shinichi Fujimori | Kenta Sasaki y Shinichi Fujimori | Aobozu                      |
| 2                | Mind Game (マインドゲーム?)         | Episodios 14-24        | U-ka, tamaki, tzk | Hiroyuki Akita                   | Hiroyuki Akita                   | tamaki                      |
| 3                | Orion wo Nazoru (オリオンをなぞる?) | Episodios 25           | Tomoya Tabuchi    | Tomoya Tabuchi                   | UNISON SQUARE GARDEN             | UNISON SQUARE GARDEN        |
| Insert Songs     |                                     |                        |                   |                                  |                                  |                             |
| GO NEXT!!        | GO NEXT!!                           | Episodios 1, 2, 7 y 10 | Shoko Omori       | Yoshihiro Ike                    | Yoshihiro Ike                    | Blue Rose (Minako Kotobuki) |
| My Song          | My Song                             | Episodio 4             | Shoko Omori       | Yoshihiro Ike                    | Yoshihiro Ike                    | Blue Rose (Minako Kotobuki) |
| Banda sonora     |                                     |                        |                   |                                  |                                  |                             |
| Yoshihiro Ike    |                                     |                        |                   |                                  |                                  |                             |

## Episodios
| Núm. | Título                                    | Fecha de emisión     | Guionista                         | Storyboard                   | Director de episodio | Director de animación                                   |
| ---- | ----------------------------------------- | -------------------- | --------------------------------- | ---------------------------- | -------------------- | ------------------------------------------------------- |
| #01  | All's well that ends well.                | 3 de abril de 2011   | Masafumi Nishida                  | Yoshitomo Yonetani           | Kiyotaka Suzuki      | Toshimitsu Kobayashi                                    |
| #02  | A good beginning makes a good ending.     | 10 de abril de 2011  | Masafumi Nishida                  | Kouhei Hatano                | Kouhei Hatano        | Norio Yamada                                            |
| #03  | Many a true word is spoken in jest.       | 17 de abril de 2011  | Masafumi Nishida Tomohiro Suzuki  | Hiroshi Takeuchi             | Hiroshi Takeuchi     | Hiroshi Takeuchi                                        |
| #04  | Fear is often greater than the danger.    | 24 de abril de 2011  | Masafumi Nishida Tomohiro Suzuki  | Masaki Kitamura              | Kazuhiro Yoneda      | Hiroshi Kōjina                                          |
| #05  | Go for broke!                             | 1 de mayo de 2011    | Masafumi Nishida Kazujirō Tanaka  | Masaki Kitamura              | Yoshinobu Tokumoto   | Tomoaki Kado                                            |
| #06  | Fire is a good servant but a bad master.  | 8 de mayo de 2011    | Masafumi Nishida Nobukatsu Kodama | Tsukasa Sunaga               | Takeshi Furuta       | Yumenosuke Tokuda                                       |
| #07  | The wolf knows what the ill beast thinks. | 15 de mayo de 2011   | Masafumi Nishida Tomohiro Suzuki  | Hiroshi Kobayashi            | Hiroshi Kobayashi    | Tokuhiro Itagaki                                        |
| #08  | There is always a next time.              | 22 de mayo de 2011   | Masafumi Nishida Nobukatsu Kodama | Masaki Kitamura              | Shinobu Sasaki       | Norio Yamada                                            |
| #09  | Spare the rod and spoil the child.        | 29 de mayo de 2011   | Masafumi Nishida Yuuya Takahashi  | Tsukasa Sunaga               | Yoshinobu Tokumoto   | Hiroya Iijima                                           |
| #10  | The calm before the storm.                | 5 de junio de 2011   | Masafumi Nishida Yuuya Takahashi  | Kouhei Hatano                | Osamu Kamei          | Toshimitsu Kobayashi                                    |
| #11  | The die is cast.                          | 12 de junio de 2011  | Masafumi Nishida Tomohiro Suzuki  | Masaki Kitamura              | Shinya Watada        | Tomoaki Kado                                            |
| #12  | Take heed of the snake in the grass.      | 19 de junio de 2011  | Masafumi Nishida Yuuya Takahashi  | Tsukasa Sunaga Keiichi Satou | Hiroyuki Hashimoto   | Yukiko Kobayashi Yoshinobu Ando (Acción)                |
| #13  | Confidence is a plant of slow growth.     | 26 de junio de 2011  | Masafumi Nishida                  | Tsukasa Sunaga Keiichi Satou | Shunichi Yoshizawa   | Masakazu Saito                                          |
| #14  | Love is Blind.                            | 3 de julio de 2011   | Masafumi Nishida                  | Masaki Kitamura              | Kenji Takahashi      | Toshimitsu Kobayashi Yuji Miyashita                     |
| #15  | The Sky's the Limit...                    | 10 de julio de 2011  | Masafumi Nishida Erika Yoshida    | Hiroshi Kobayashi            | Fumiya Kitajou       | Kayano Tomizawa Motoko Watanabe                         |
| #16  | Truth lies at the bottom of a well.       | 17 de julio de 2011  | Masafumi Nishida Yuuya Takahashi  | Takeshi Furuta               | Takeshi Furuta       | Hitomi Tsuruta Keiya Nakano                             |
| #17  | Blood is thicker than water.              | 24 de julio de 2011  | Masafumi Nishida Tomohiro Suzuki  | Kazuyoshi Katayama           | Hironobu Aoyagi      | Toshimitsu Kobayashi                                    |
| #18  | Ignorance is bliss.                       | 31 de julio de 2011  | Masafumi Nishida Nobukatsu Kodama | Shinobu Sasaki Kunihiro Mori | Shinobu Sasaki       | Tomoaki Kado                                            |
| #19  | There's no way out.                       | 7 de agosto de 2011  | Masafumi Nishida Satoko Okazaki   | Tsukasa Sunaga               | Yoshinobu Tokumoto   | Yukiko Kobayashi                                        |
| #20  | Full of courtesy, full of craft.          | 14 de agosto de 2011 | Masafumi Nishida Yuuya Takahashi  | Masaki Kitamura              | Masaki Kitamura      | Mika Yamamoto Masakazu Saito                            |
| #21  | Heaven helps those who help themselves.   | 21 de agosto de 2011 | Masafumi Nishida Tomohiro Suzuki  | Hiroshi Kobayashi            | Hiroshi Kobayashi    | Motoko Watanabe Kayano Tomizawa Yoshinobu Ando (Acción) |

## Emisión
| Área de emisión           | Cadena         | Fecha de emisión      | Hora de emisión (UTC+9) |
| ------------------------- | -------------- | --------------------- | ----------------------- |
| Emisión regional          | MBS            | 3 de abril de 2011 -  | Domingo 1:58 - 2:28     |
| Tokio                     | Tokyo MX       | 5 de abril de 2011 -  | Martes 23:00 - 23:30    |
| Emisión nacional          | BS11 Digital   | 10 de abril de 2011 - | Domingo 0:30 - 1:00     |
| Emisión nacional          | Animax         | 18 de julio de 2011 - | Lunes 22:00 - 22:30     |
| Distribución por Internet | Ustream        | 3 de abril de 2011 -  | Domingo 1:59            |
| Distribución por Internet | Bandai Channel | 6 de abril de 2011 -  | Miércoles 12:00         |

## Manga
Un manga de un solo capítulo (one-shot) dibujado por Masakazu Katsura se publicó en la revista de Shueisha Weekly Young Jump el 4 de agosto de 2011. En octubre de 2011, se serializará una adaptación ilustrada por Hiroshi Ueda en la revista Miracle Jump.

## Videojuego
El productor de Sunrise Masayuki Ozaki anunció el 31 de julio de 2011 que se estaba trabajando en un videojuego basado en el anime producido por Namco Bandai Games.